# Lijst van natuurreservaten in Letland
Dit is een lijst van natuurreservaten in Letland.
Letland heeft vier natuurreservaten. Zij omvatten ongeveer 0,4% van het grondgebied van het land.
| Naam                       | Opgericht in | Oppervlakte (km²) | Gemeente                               | Historische landstreek |
| -------------------------- | ------------ | ----------------- | -------------------------------------- | ---------------------- |
| Natuurreservaat Grīnis     | 1936         | 14,55             | Pāvilostas novads                      | Koerland               |
| Natuurreservaat Krustkalni | 1977         | 29,15             | Madonas novads                         | Vidzeme                |
| Natuurreservaat Moricsala  | 1912         | 8,18              | Ventspils novads                       | Koerland               |
| Natuurreservaat Teiča      | 1982         | 193,37            | Madonas, Varakļānu en Krustpils novads | Letgallen              |